# Palatalisation
 (mai 2024).
Si vous disposez d'ouvrages ou d'articles de référence ou si vous connaissez des sites web de qualité traitant du thème abordé ici, merci de compléter l'article en donnant les références utiles à sa vérifiabilité et en les liant à la section « Notes et références ».
La palatalisation est une modification phonétique dans laquelle un son est produit par une partie plus à l'avant du palais dur que celle utilisée pour le son d'origine.
Par exemple, le latin castellum a donné chastel en ancien français. Conformément à la loi de Bartsch, cane s'est transformé en chien. La palatalisation fait ainsi passer la consonne occlusive vélaire sourde /k/ latine (phonème dorso-vélaire, articulé du dos de la langue contre le voile du palais) à la consonne fricative palato-alvéolaire sourde /ʃ/ française (phonème post-alvéolaire, prononcé contre une partie du palais dur).
La palatalisation a joué un rôle important dans l'évolution des langues romanes et slaves, de l'anglo-frison et des langues indo-aryennes, ainsi qu'en japonais (elle explique pourquoi les consonnes /t/ et /s/ sont réalisées [tɕ] et [ɕ] devant un /i/, par exemple) et en mandarin (où /hi/, par exemple, s'est palatalisé en [ɕi]).
Abusivement[réf. nécessaire], on parle aussi de palatalisation pour décrire l'avancée du point d'articulation d'une voyelle postérieure vers une voyelle antérieure. L'évolution du u long latin prononcé [uː], vers le français u prononcé [y], en est un exemple.
Enfin, la palatalisation peut être un trait d'articulation secondaire, alors noté [j].
En chant, ce procédé est utilisé pour accentuer l'articulation des consonnes.

## Langues slaves
Les langues slaves, dès l'époque du vieux slave, ont subi deux palatalisations.

### Première palatalisation
Les consonnes [k], [g], [x] devant les voyelles antérieures (i, e, ь, ȩ, a) se sont palatalisées en chuintantes : [t͡ʃʲ] [ʒʲ] [ʃʲ]. On en retrouve des traces dans les doublets russes мука/мучить (souffrance/tourmenter), бог/Боже мой! (dieu/mon Dieu!), дух/душа (esprit/âme).
Devant une chuintante, le a mouillé a évolué dans les langues slaves de l'est et du sud en а et dans les langues slaves de l'ouest en e : vieux slave кричати (racine крик), russe кричать, polonais krzyczeć, tchèque křičeti.
Enfin, le groupe [gt] a évolué en [ʒd] et les groupes [sk], [kt] et [gt] ont tous évolué en [ʃt].

### Seconde palatalisation
Les consonnes [k], [g], [x] se sont palatalisées respectivement en [t͡sʲ], en [d͡zʲ] (plus tard, [zʲ]) et en [sʲ]. Les règles d'applications sont plus complexes que celles pour la première palatalisation, et la seconde palatalisation s'est historiquement réalisée en deux étapes.

## Langues germaniques
Cette évolution linguistique a affecté certaines variantes des langues germaniques occidentales entre le IIIe siècle et le Ve siècle (anglo-frison ou ingvaeonique). Elle s'exprime dans les étymologies : 
- angl. yesterday « hier » ← v.angl. ġeostrandæg, ġiestrandæg ← germ. *gestra- ;
- angl. yellow « jaune » ← v.angl. ġeolu ← germ. *gelwaz.

## Langues chinoises
La palatalisation est, notamment pour le mandarin, à l'origine du glissement de la prononciation de Pékin, telle que retranscrite par des missionnaires jésuites français du XVIIe siècle, à l'époque où la langue parlée était encore proche du chinois médiéval, vers [bei.t͡ɕɪ:ŋ] (pīnyīn: Běijīng), en mandarin contemporain.

## Langue bretonne
Dans certaines variétés de la langue bretonne (notamment le breton vannetais et une partie du breton cornouaillais), les sons k et g se palatalisent généralement quand ils sont suivis de < e >, < i > ou < u > (ex. : Ki, ket, gué). De même pour les pluriels en -toù ou -doù.

## Langues romanes
Les langues romanes se caractérisent par la présence de palatales, un type de consonnes absent en latin classique (hormis le yod).

### Langue picarde
Les segments [k , g , kʲ , gʲ , tʃ , dʒ] sont susceptibles de subir une palatalisation ou en résultent. On trouve cette palatalisation des occlusives dentales devant yod dans la plupart des variétés du picard. Par exemple, les séquences de graphèmes dj, dg servent à noter [dʒ]. En picard, on trouve donc écrit :
guidon o djidon o dgidon (rare)
D'es main gueuche, i tient ch' guidon, et pi d'l'eute em laisse.
Porquoé point t'lampe à pétrole por ahotcher à ch' djidon de s'motochyclette